# Warren Granados
Warren Granados Quesada (6 dicembre 1981) è un ex calciatore costaricano, di ruolo centrocampista.

## Carriera

### Nazionale
Gioca con la selezione olimpica le olimpiadi di Atene 2004, nelle quali scende in campo quattro volte.
Esordisce con la Costa Rica nel 2009.